# Leonid Rechetnikov
Leonid Petrovitch Rechetnikov (Леони́д Петро́вич Реше́тников), né le 6 février 1947 à Potsdam (zone d'occupation soviétique en Allemagne), est un homme d'État, historien et publiciste russe, directeur de l'Institut russe d'études stratégiques de 2009 à 2017. Depuis 2018, il est dozent et directeur de chaire d'histoire et d'archivistique de l'Institut d'État de culture de Moscou.

## Biographie

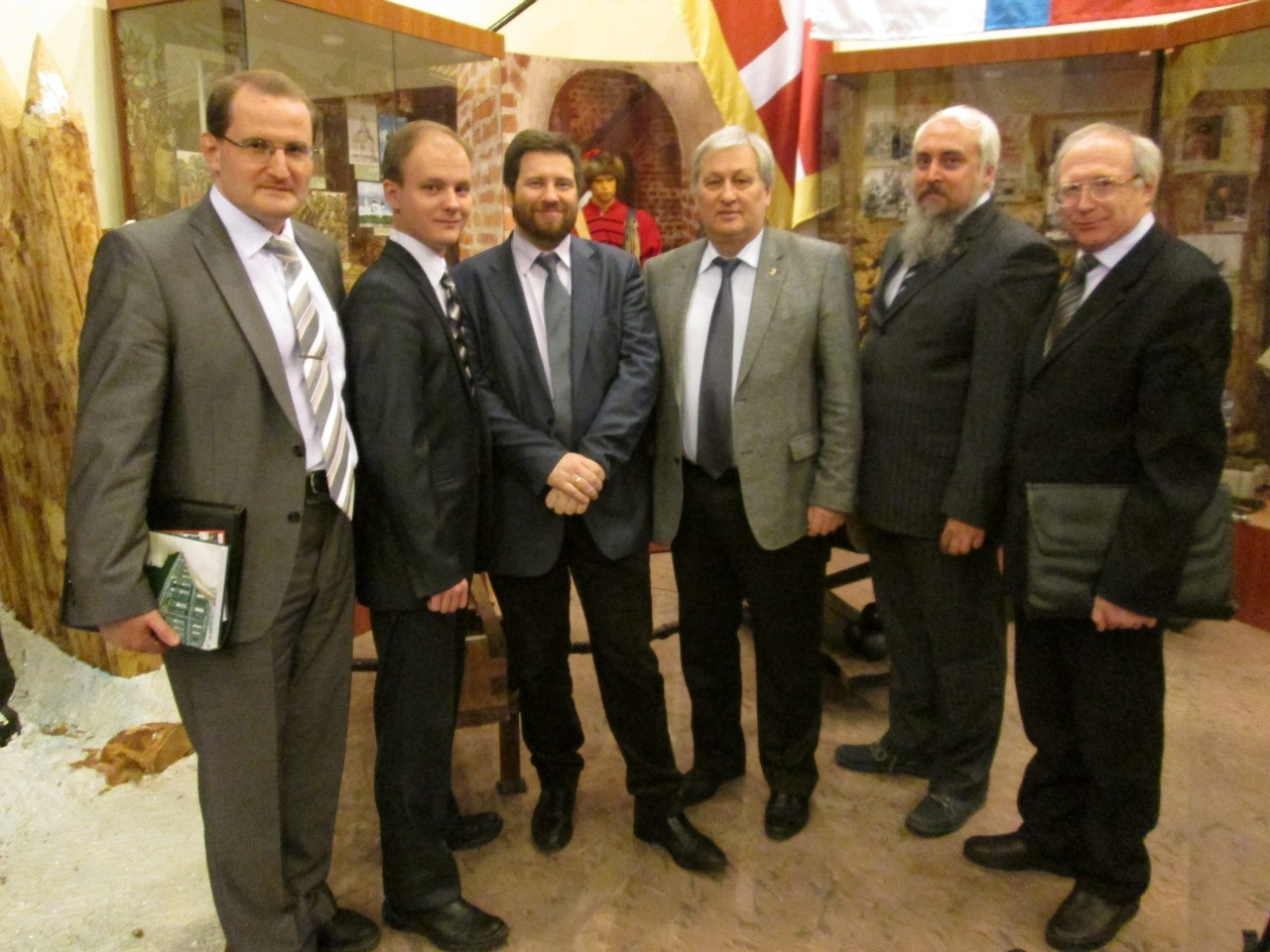
Leonid Rechetnikov (troisième à partir de la droite) parmi les participants de la conférence «L'histoire reconquise : la Russie du milieu des années 1910 au début des années 1920», le 11 mars 2013 à Kolomna.

Il naît en 1947 à Potsdam dans la famille d'un militaire soviétique. Il est diplômé en 1970 de la faculté d'histoire de l'université de Kharkov où il a étudié auprès de Gueorgui Popov. En 1971-1974, il est aspirant au doctorat à l'université de Sofia, où il défend sa thèse pour le diplôme de candidat en sciences historiques sur le thème Participation des émigrés politiques bulgares à la construction du socialisme en Union soviétique (1921-1941),.
En 1974-1976, il travaille à l'Institut d'économie du système socialiste mondial de l'Académie des sciences d'URSS. D'avril 1976 à avril 2009, il sert au renseignement extérieur. À la fin de son service, il occupe le poste de chef du département d'analyse et d'information du SVR de Russie, au grade de lieutenant-général. En avril 2009, il est mis à la retraite pour raison d'âge.
Le 29 avril 2009, par décret présidentiel Rechetnikov est nommé directeur de l'Institut russe d'études stratégiques. Il quitte ce poste le 4 janvier 2017.
En novembre 2016, il fonde une organisation non gouvernementale pour le développement de la culture historique russe sous le nom d'Aigle à deux têtes («Двуглавый орёл»); il en est le vice-président aujourd'hui.
Depuis 2017, il préside le conseil de surveillance de la chaîne de télévision Tsargrad TV. Il est président de l'ONG Naslédié («Наследие», Héritage) («Русский Лемнос»).
Il est membre du Conseil scientifique auprès du Ministre des affaires étrangères de la fédération de Russie, du Conseil scientifique auprès du Conseil de sécurité de la fédération de Russie et du Conseil public auprès du Ministère de la Défense de la fédération de Russie. Membre du comité de rédaction du magazine Patrie («Родина», Rodina).
Il parle couramment le bulgare et le serbe et peut parler en grec moderne.

## Famille
Leonid Rechetnikov est marié à Olga Nikolaïevna Rechetnikova, candidate en sciences historiques. Ils ont deux filles et cinq petits-enfants.

## Sanctions
En décembre 2016, il tombe sous les sanctions des États-Unis à cause de son appartenance au conseil de surveillance de la Tempbank,.
En septembre 2019, la Bulgarie le déclare persona non grata pour dix ans sur accusation d'espionnage au profit de la fédération de Russie.

## Publications

### Études sur la Bulgarie et les Balkans
articles de presse 1970-1971
- (uk) Gueorgui Popov et L.P. Rechetnikov, Сторінки дружби : Про болгар. політемігрантів у Харкові [Pages d'amitié : À propos des émigrés politiques bulgares à Kharkov], in Вечірній Харків, 11.09.1970
- (bg) Gueorgui Popov et L.P. Rechetnikov, Разказ за дълга, за дружбата : Нови страници от живота на българските политемигранти в Харков [Une histoire de devoir, d'amitié : Nouvelles pages de la vie des immigrés politiques bulgares à Kharkov], in Работническо дело, 03.10.1970
- Gueorgui Popov et L.P. Rechetnikov, Революционер-интернационалист: О болгар. политэмигранте С. Мицеве [Un révolutionnaire-internationaliste : sur l'émigré politique bulgare S. Mitsev], in Красное знамя (Drapeau rouge); Kharkov, 31.05.1971
- (uk) Gueorgui Popov et L.P. Rechetnikov, На братній землі : Нові сторінки з життя болгар. політемігрантів у Харкові [Sur la terre fraternelle : Nouvelles pages de la vie des Bulgares migrants politiques à Kharkov], in Ленінська зміна, 15.06.1971
- (bg) Gueorgui Popov et L.P. Rechetnikov, Страници от един поучителен живот : Об С. Мицеве [Pages d'une vie instructive : À propos de S. Mytsev], in Работническо дело, 05.08.1971

articles scientifiques 1970-1979, thèse 1974
- (uk) L.P. Rechetnikov, З історії сільськогосподарської комуни ім. Благоєва [De l'histoire de la commune agricole de Blagoïev], in Вісник Харківського університету (Le Messager de l'université de Kharkov), série histoire du PCUS, 1970, 6e éd., n° 51, pp. 49-53
- (bg) L.P. Rechetnikov, Дейността на МОПР в СССР за подпомагане на българските политически емигранти (1923- 1940) [L'activité du MOPR en URSS pour soutenir les émigrés politiques bulgares (1923-1940)], in Исторически преглед (Revue historique), 1972, tome VI, pp. 35-44
- (bg) L.P. Rechetnikov, Формяране на българската политемиграция в СССР [Formation de la migration politique bulgare en URSS], in Годишник по катетрите по научен комунизъм и история на БКП при вузи [Annuaire des cours de communisme scientifique et d'histoire du parti communiste bulgare pour les universités], Sofia, 1974
- L.P. Rechetnikov, Общественно-государственное начало в социалистическом управлении [Principe socio-étatique dans la gestion socialiste], in Проблемы строительства развитого социализма в Народной Республике Болгарии [Problèmes de construction du socialisme développé en République populaire de Bulgarie], Отв. ред. к.и.н. Я. Б. Шмераль, Moscou, éd. Institut d'économie du système socialiste mondial de l'Académie des sciences d'URSS, 1975
- L.P. Rechetnikov, Участие болгарских политэмигрантов в культурном строительстве в СССР в 20-30-х годах [La participation des émigrés politiques bulgares à la construction culturelle en URSS dans les années 20-30], lire en ligne, in Советское славяноведение (Études slaves soviétiques), 1979, n° 4, pp. 32-44

études sur les Balkans, 1990
- L.P. Rechetnikov et Nina Smirnova, Советско-балканский конфликт. Как это было [Le Conflit soviéto-balkanique. Comment cela s'est-il passé, in Большевик (Le Bolchévique), 1990, n° 9

### Livres
- L.P. Rechetnikov, Русский Лемнос: исторический очерк [Lemnos russe: essai historique], М., éd. Новоспасский монастырь, 2009, 112 pages,  (ISBN 978-5-87389-054-5); (rééd. 2010, 2012, 2013 et 2015)
- L.P. Rechetnikov, Вернуться в Россию. Третий путь, или тупики безнадёжности [Retour en Russie. La troisième voie ou les impasses du désespoir], Moscou, éd. ФИВ, 2013, 230 pages,  (ISBN 978-5-91862-014-4), Книжная серия РИСИ / Российский ин-т стратегических исслед. (rééd. 2015 et 2017)
  - (sr) Traduction en serbe par Maria Bilbiïa Марија Билбија: Вратити се Русији: трећи пут или ћорсокаци безнађа, Belgrade, éd. Евро-Ђунти : Наша Србија, 2014, 247 pages,  (ISBN 978-86-505-2371-1) (rééd. 2015)
- G.A. Khizriteva, L.Tch. Abaïev, A.V. Ataïev, T.S. Gouzenkova, P.V. Zakharov, I.V. Ippolitov, V.A. Kalinkine, K.E. Karataïeva, V.V. Kariakine, K.A. Korakev, You.A. Kriatchkinaa, V.I. Kouzmine, A.S. Loubotskaïa, O.E. Louchnikov, E.L. Marakhovski, O.B. Nemenski, I.A. Nikolaïtchouk, A.A. Nikouline, O.V. Petrovskaïa, D.S. Popov, L.P. Rechetnikov, Ya.V. Selianine, E.V. Souponina, G.G. Timochtchenko, I. You. Frolova, E.S. Khotkova, A.S. Chichkov, M.M. Yangliaïeva, Кризис на Украине и крымские события 2014: практика информационной войны: коллективная монография [La Crise en Ukraine et les événements de Crimée de 2014. Monographie collective], éd. Institut russe d'études stratégiques; редкол.: И. А. Николайчук, Н. В. Бондарцева, Е. А. Струкова, Moscou, éd. РИСИ, 2015, 613 pages,  (ISBN 978-5-7893-0232-3)

### Articles
- L.P. Rechetnikov, «А Родина милей...» [Plus douce est la Patrie], lire en ligne, in Родина (Patrie), 2010, n° 5 , pp. 63-65
- L.P. Rechetnikov, Dmitri Tabatchnik, Anatoli Gagarine, Adjar Kourtov, Andreï Vassoïevitch, Коллаборационизм и предательство во Второй мировой войне. Власов и власовщина [Collaborationisme et trahison dans la Seconde Guerre mondiale. Vlassov et ses partisans], in Проблемы национальной стратегии (Problèmes de stratégie nationale), 2010, n° 1, pp. 128-165
- L.P. Rechetnikov, Духовно-нравственные причины национальной катастрофы; уроки истории [Causes spirituelles et morales de la catastrophe nationale ; les leçons de l'histoire], lire en ligne, in Вестник Московского университета (Le Messager de l'Université de Moscou), série 18: Социология и политология, 2011, n° 2, pp. 56-67
- G. Monastyriova, N. Tcherkachine, L. Rechetnikov, I. Jalnina-Vassilkioti, Русский исход: Бизерта-Мальта-Лемнос-Пирей-Галлиполи-Крым [L'Exode russe : Bizerte-Malte-Lemnos-Le Pirée-Gallipoli-Crimée], in Свободная мысль (La Pensée libre), 2011, n° 1 (1620), pp. 105-122.
- L.P. Rechetnikov, Насколько полезны рекомендации СУПР [Quelle est l'utilité des recommandations du SUPR (Conseil de partenariat durable pour la Russie)], lire en ligne, in Индекс безопасности, 2011, tome XVII, n° 4 (99), pp. 173-174
- L.P. Rechetnikov, Россия! Встань и возвышайся! [Russie! Lève-toi et élève-toi!], lire en ligne, in Власть (Pouvoir), 2012, n° 7, pp. 4-7
- L.P. Rechetnikov, РИСИ — 20 лет [Vingtième anniversaire de l'Institut d'études stratégiques], in Международная жизнь, 2012, n° 2, pp. 179-192
- Piotr Moultatouli, L. Rechetnikov, Россия! Встань! возвышайся!, lire en ligne, in Проблемы национальной стратегии (Problèmes de stratégie nationale), 2012, n° 2, pp. 12-26
- L.P. Rechetnikov, préface, in Tatiana Vassoïevitch, Военный дневник Тани Вассоевич, 11 июня 1941 — 1 июня 1945 [Journal de guerre de Tania Vassoïevitch, 11 juin 1941 - 1er juin 1945], предисл. Л. П. Решетников ; авт. вступ. ст. А. Л. Вассоевич; Российский ин-т стратегических исслед, СПб., éd. Аврора : Балтийская звезда (Étoile baltique), 2015,  (ISBN 978-5-7300-0877-9)
- L.P. Rechetnikov, Что угрожает Европе? [Qu'est-ce qui menace l'Europe ?], in Русский дом (La Maison russe), 2016, n° 3, pp. 10-11
- L.P. Rechetnikov, lire en ligne, Слом русского национального кода в 1917 году, Столетие великой русской катастрофы 1917 года [La rupture du code national russe en 1917, le centenaire de la grande catastrophe russe de 1917], Сост. М. Б. Смолин, М., éd.Institut russe d'études stratégiques, ФИВ, 2017, pp. 5-40, 192 pages,  (ISBN 978-5-91862-041-0)

## Interview
- (ru) Leonid Rechetnikov: « L'Occident a surtout peur de notre retour à l'idée de la Russie historique - la Sainte Russie. » // РИА Катюша, 12.04.2016.

## Distinctions
- Professeur honoris causa de l'université d'État de Transnistrie[12]
- Ordre du Mérite pour la Patrie de IVe classe (2017)[13]
- Ordre du Courage[14]
- Ordre de l'Honneur[14]
- Ordre de Saint Daniel de Moscou[14]
- Ordre de Saint Dimitri Donskoï[14]
- Ordre de Saint Constantin (2014, Église orthodoxe serbe)[15]
- Gratitude du président de la fédération de Russie
- Ordre de Njegoš, 1re classe (République serbe de Bosnie, Bosnie et Herzégovine, 2015)[16]
- Ordre de l'Amitié (Transnistrie)[14]
- Médaille «Pour le renforcement de la coopération internationale» (Transnistrie)[17]
- Insigne des Saints de la famille impériale co-martyrs de la Passion, 1re classe (2017, Siège métropolitain d'Ekaterinbourg)[18]
- diverses médailles et divers insignes